# Hinojares
Hinojares è un comune spagnolo di 449 abitanti situato nella comunità autonoma dell'Andalusia.